# Ладин Нуави
Ладин Нуави (малайск. Ladin Nuawi, при рождении Осман Аладин бин Нуави; род. 3 марта 1956, Кампунг Селисинг, Пасир-Путих, Келантан) — малайзийский театральный деятель и писатель. Создатель первого в Малайзии детского театра. Псевдоним. Настоящее имя — Осман Аладин бин Нуави.

## Краткая биография
В 1973 г. Окончил среднюю школу в Пасир-Путих, в 1976 г. экстерном получил сертификат об окончании малайского колледжа.
В 1982—1983 гг. работал учителем в частной школе в Кубанг-Кериан (Келантан), в 1988—1990 гг. — лаборантом культурного центра в Технологическом институте МАРА (Шах-Алам).
В 1991—1994 гг. путешествовал, посетив страны Юго-Восточной Азии, Индию, Египет, Иорданию, Турцию, Германию, Францию и Англию.
В 1996—1997 гг. сотрудничал с газетой «Утусан Малайсия» и литературным журналом «Деван Састра», а в 1998—1999 гг. — с журналом «Акар».
В 1999 г. создал детский самодеятельный театр, который просуществовал до 2008 г. За это время им было поставлено в нем 35 пьес, главным образом собственного сочинения.
В последующие годы читал курс театрального искусства в ряде учебных заведений и проводил театральные мастерские.
Опубликовал девять книг, в том числе четыре сборника пьес, четыре сборника поэзии и одну книгу о малайской поэтике. Автор семи сценариев для телевизионных фильмов и 11 видеоклипов.

## Основные публикации
- Negeri Kebayan. Buku Drama (Страна Кебаяна. Сборник пьес). Kuala Lumpur: KEKKWA, 2005 .
- Pemain Puisi (Игрок поэзии). Kuala Lumpur, 1990 (переиздание 2006).
- Peta Puisi Malaysia (Карта поэзии Малайзии). Kuala Lumpur, 1987.
- Sajak-Sajak Luka (Стихи раненой души). Kuala Lumpur, 1985.
- Perjalanan Pulang Sang Seniman. Puisi (Дорога домой мастера. Стихи), Kuala Lumpur: ITBM, 2013.
- Bendera Kain. Drama Remaja (Тряпичный флагю Пьеса для юношества). Kuala Lumpur: ITBM, 2014.
- Puasa Aiskrim . Drama Kanak-kanak (Пост на мороженое. Пьеса для детей) . Kuala Lumpur: DBP, 2014.
- Duta Samudera. Drama Remaja (Посланник океана. Пьеса для юношества). Kuala Lumpur: DBP, 2014.
- Sajak Sajak Luka. Peta Puisi Malaysia & Pemain puisi. Prose Стихи раненой души. Карта поэзии Малайзии & Игрок поэзии. Проза). Kuala Lumpur: ITBM, 2014.